# Katholieke Universiteit Leuven Campus Brussel
De Campus Brussel is een universiteitscampus van de Katholieke Universiteit Leuven in het centrum van Brussel aan de Warmoesberg en de Stormstraat (vlak bij de Nationale Bank van België en de Kathedraal van Sint-Michiel en Sint-Goedele) van de faculteiten Economie & Bedrijfswetenschappen, Letteren en Rechtsgeleerdheid.

## Geschiedenis

### EHSAL
De oorspronkelijke Economische Hogeschool Sint-Aloysius (EHSAL), vernoemd naar de Spaanse jezuïet en heilige Aloysius Gonzaga (1568-1591), ontstond in 1925 als Nederlandstalige afdeling van de toen gestichte Haute École de Commerce Saint-Louis (HEC Saint-Louis), autonoom instituut van de Franstalige Facultés universitaires Saint-Louis (FUSL). Binnen de Universitaire Faculteiten werd de EHSAL bij Koninklijk Besluit van 17 juli 1937 gemachtigd licentiaatsdiploma's in de Handelswetenschappen uit te reiken. 
In 1969 begonnen de andere opleidingen van de FUSL in het Nederlands, en veranderde de naam van de vereniging naar Facultés universitaires Saint-Louis – Universitaire Faculteiten Sint-Aloysius. In 1973 werden de UFSAL onafhankelijk van de Franstalige Facultés Saint-Louis die hun campus behielden en met de Marais 109 een nieuwe gebouw inhuldigden. De UFSAL et de EHSAL verhuisden samen naar een eigen Nederlandstalige campus in dezelfde straat. De EHSAL werd toen bevestigd als instelling van universitair niveau en mocht vanaf dat jaar als enige Vlaamse hogeschool naast de universiteiten het wettelijk erkende diploma van Handelsingenieur uitreiken. 
In 1991 werden de UFSAL hernoemd tot Katholieke Universiteit Brussel (K.U.Brussel). Op 23 september 2002 voltrok er zich een fusie tussen EHSAL, de IRIS Hogeschool Brussel en de Katholieke Hogeschool Brussel, waarbij de EHSAL werd behouden als fusienaam.

### Hogeschool-Universiteit Brussel
In het academiejaar 2007-2008 gingen de afdelingen VLEKHO en HONIM over van de Hogeschool voor Wetenschap en Kunst naar de EHSAL. Vanaf dat academiejaar werd de reeds bestaande samenwerking tussen de EHSAL en de K.U.Brussel versterkt onder de gemeenschappelijke vlag Hogeschool-Universiteit Brussel (HUB). Een jaar later wijzigde de naam Europese Hogeschool Brussel (EHSAL) officieel in HUB-EHSAL en de Katholieke Universiteit Brussel werd HUB-K.U.Brussel. De opleiding T.E.W. van de K.U.Brussel werd opgenomen in de opleiding Handelswetenschappen van EHSAL waardoor aanvankelijk het dubbel-diploma 'T.E.W./Handelswetenschappen' uitgereikt werd. Met de afdeling 'EHSAL Management School' was de HUB zo de eerste geïntegreerde hogeschool, universiteit en managementschool in Vlaanderen.

### Einde K.U.B., academisering en overname door KU Leuven
In 2013 werd de K.U.Brussel wegens aanhoudend dalende studentenaantallen opgedoekt en geïntegreerd in de Katholieke Universiteit Leuven. Van het project HUB bleef zo enkel het gedeelte HUB-EHSAL over. In datzelfde jaar werden de academische hogeschoolopleidingen waaronder Handelswetenschappen van de EHSAL overgenomen door de KU Leuven. Zo ontstond in Brussel een nieuwe universiteitscampus met drie faculteiten:
- Economie en Bedrijfswetenschappen (Campusdecaan: prof. dr. Guido Pepermans[3])
- Letteren (Campusdecaan: prof. dr. Lieven Buysse[4])
- Rechtsgeleerdheid (Campusdecaan: prof. dr. Annick De Boeck[5])

De faculteit Architectuur is aanwezig in Schaarbeek op de Katholieke Universiteit Leuven Campus Sint-Lucas Brussel.

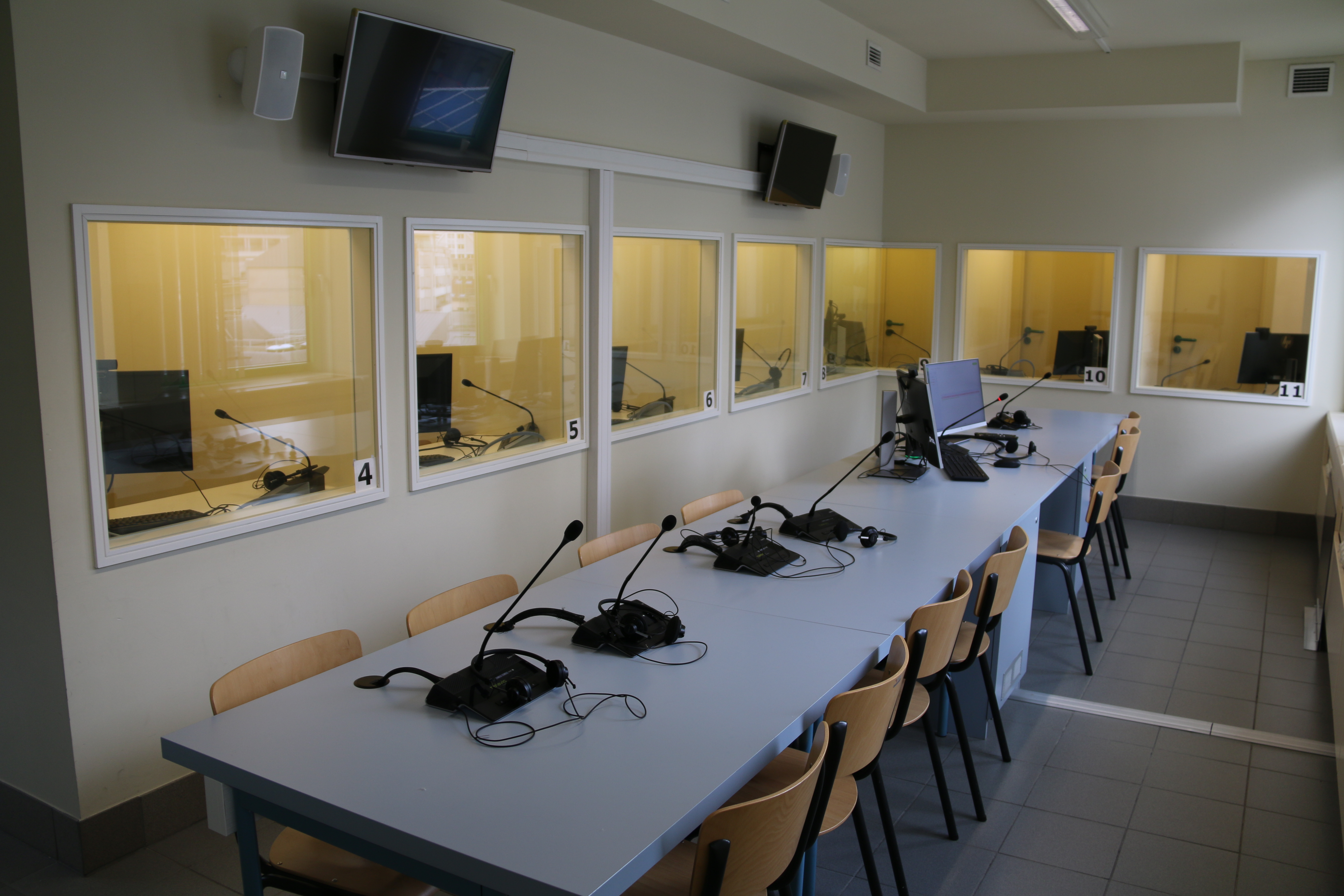
Tolkcabines van de tolkopleiding (postgraduaat Conferentietolken)

Door het verlies van de masteropleidingen moest EHSAL op zoek naar een andere hogeschoolpartner. Een fusie met de Erasmushogeschool Brussel lag voor de hand maar was niet mogelijk omwille van strikte afspraken binnen de Associatie KU Leuven. Op 1 januari 2014 fuseerde HUB-EHSAL officieel met de Katholieke Hogeschool Sint-Lieven waarmee het in 2009 al een samenwerkingsverband had afgesloten. Hierdoor ontstond een nieuwe hogeschool, namelijk Odisee, waarmee de KU Leuven de campus in Brussel-centrum deelt.

### Uitbreiding Campus Brussel met Pachecogebouw
Op 16 september 2021 raakte bekend dat de Katholieke Universiteit Leuven terecht kan in de sokkel van het Pachecogebouw, de vleugels aan beide zijden van de kantoortoren en de ondergrondse verbindende ruimtes van Passage 44. De KU Leuven kwam namelijk plaats te kort voor haar 4000 studenten in Brussel. De Bouwmeester van het Brussels Hoofdstedelijk Gewest schreef een wedstrijd uit die werd gewonnen door het Belgische architectenteam a2o architecten-WIT met plannen voor 21 000 m² in de plint van het gebouw (auditoria, leslokalen, een leercentrum met bibliotheek, praktijklokalen en ontmoetingsruimten) en twee uitbreidingen erop van 7000 m² voor studentenwoningen, kantoor- en onderzoeksruimte. De nieuwe 'living' campus Pacheco 44 zal ruimte bieden voor de drie faculteiten uit de Stormstraat, maar ook voor de faculteit Architectuur en voor samenwerking met de partnerhogescholen Odissee, LUCA School of Arts en partneruniversiteit Université catholique de Louvain (waarmee de Université Saint-Louis fuseerde in 2018).

## Bekende personen

### Hoogleraars en wetenschappers
- Herman Van Rompuy, voormalig voorzitter Europese Raad, premier, minister en Kamervoorzitter
- Rudy Aernoudt, voormalig kabinetschef van de Vlaamse minister van Economie
- Guy Bats, bedrijfsrevisor, vennoot Ernst & Young, Gastprofessor Universiteit Gent
- Roel Bellens, Janssen Farmaceutica, managing director Strategus, sporteconoom
- Jan Colpaert, directeur CMS
- Jan Degadt, hoogleraar KUB, voorzitter SVO
- Roger De Groot, gewoon hoogleraar
- Raf De Rycke, gedelegeerd bestuurder Broeders van Liefde
- Dirk De Schutter, hoogleraar, filosoof
- Kurt Devooght, raadgever KBC
- Tarik Fraihi, auteur, filosoof, medewerker sp.a
- Johan Lambrecht, hoogleraar EHSAL, directeur SVO KUB-EHSAL
- Marc Leyder, ABN AMRO Bank N.V., voorheen Bank Corluy
- Jeroen Michels, SVO
- Robert Pourvoyeur, ere-Directeur-Generaal van de Raad van de Europese Gemeenschappen
- Hugo Schiltz†, gewezen advocaat, minister van staat, fractievoorzitter VU
- René Stockman, generale overste van de pauselijke congregatie der Broeders van Liefde
- Michaël Van Droogenbroeck, journalist VRT
- Ignace Van de Woestyne, hoogleraar KUB-EHSAL
- Michel Van Hemele, gedelegeerd bestuurder Carestel, professor EHSAL-K.U. Brussel
- Hans Geeroms, raadgever studiedienst Nationale Bank van België, voormalig adviseur Herman Van Rompuy en Yves Leterme, professor Europacollege
- Lieven Buysse, hoogleraar Engelse taalkunde